# Baby Ariel
Ariel Rebecca Martin (Pembroke Pines, Florida; 22 de noviembre de 2000),
más conocida como Baby Ariel, es una personalidad de las redes sociales, cantante y actriz estadounidense, popular por sus videos en la plataforma de redes sociales Musical.ly (ahora conocida como TikTok). Fue reconocida como una de las personas más influyentes en Internet por la revista Time en 2017, y apareció en la lista Forbes de 2017 como una de las principales personas influyentes en el mundo del entretenimiento.
Ariel reúne más de 36,1 millones de seguidores en TikTok, 10,7 millones en Instagram, 3,07 millones de suscriptores en YouTube y 1,1 millones de seguidores en Twitter. En los años 2016 y 2017, ganó el Teen Choice Award por Choice Muser. Ariel es también conocida por interpretar a Wynter en la película original de Disney Channel Zombies 2.

## Carrera
Ariel comenzó su carrera en 2015 como creadora en Musical.ly, descargando la aplicación por aburrimiento.
Este mismo año, Ariel lanzó una campaña contra el acoso escolar llamada #ArielMovement, descrita por BlackBook como uno de sus esfuerzos más importantes.

La revista People la reconoció por su apoyo en la iniciativa #HackHarassment, creada para detener a los trolls y frenar la negatividad en Internet.
En 2016, Ariel apareció en la portada de la revista Billboard junto con la personalidad de TikTok Jacob Sartorius. También ha asistido como invitada en 60 Minutes y Good Morning America, y ha sido citada como una de las principales influencias en People y USA Today.
 En septiembre de 2016, Ariel firmó con Creative Artists Agency para poder producir su primer sencillo debut Aww, publicado el 1 de diciembre de 2017.
 Lanzó su segundo sencillo Perf el 17 de enero de 2018.
 El 30 de marzo de 2018, Ariel anunció la canción Say It con Daniel Skye.
Para noviembre de 2018, colaboró con EA Games en el lanzamiento de The Sims 4, apareciendo como un Sim en el paquete de expansión The Sims 4: Get Famous. A finales de 2018, Ariel protagonizó Baby Doll Records, una miniserie en Brat TV. En el 2019, protagonizó Bixler High Private Eye, una película de televisión de Nickelodeon. También interpreto a Patina una personaje secundaria en la serie de Nickelodeon, Henry Danger. Más tarde ese año, se anunció que aparecería en la película de Disney Channel Zombies 2, y que interpretaría el papel de Wynter. 
Ariel apareció en Fast Company, Business Insider y Seventeen Magazine. Otras menciones incluyen CNN, Rolling Stone, Huffington Post, Tubefilter,
Paper Magazine, RAW, Y Wonderwall.
Ariel lanzó su EP debut «blue» el 9 de julio de 2021.

## Vida personal
Nacida en Pembroke Pines, Florida, Martin es judía y procede de padre panameño y madre cubana-israelí.
 Tiene 4 hermanos y 2 hermanas, todos de diferentes padres.

## Sencillos
| Aww                                                                | 2017 | 10 |                      |
| Perf                                                               | 2018 | —  |                      |
| Say It (con Daniel Skye)                                           | 2018 | —  |                      |
| Gucci on My Body                                                   | 2018 | —  |                      |
| 8 Letters                                                          | 2018 | —  |                      |
| I Heart You                                                        | 2019 | —  |                      |
| Wildside                                                           | 2019 | —  |                      |
| The New Kid in Town                                                | 2020 | —  | Zombies 2 Soundtrack |
| "—" indica el sencillo no clasificado o publicado en el territorio |      |    |                      |

## Filmografía

### Cine y televisión
| Año            | Título                         | Papel                   | Notas                                               |
| -------------- | ------------------------------ | ----------------------- | --------------------------------------------------- |
| 2017           | Bizaardvark                    | Tiffany                 | Un episodio                                         |
| 2018           | Chicken Girls                  | Dru                     | Rol principal; temporada 2                          |
| 2018           | Baby Doll Records              | Dru                     | Rol principal                                       |
| 2018           | Henry Danger                   | Patina                  | Un episodio                                         |
| 2019           | Bixler High Private Eye        | Kenzie Messina          | Película televisiva                                 |
| 2019           | Double Dare                    | Ella misma, concursante | Episodio: Halloween Week Game 2                     |
| 2020           | Zombies 2                      | Wynter                  | Película televisiva                                 |
| 2020           | Disney Fam Jam                 | Ella misma/coanfitriona | Competición de baile (acreditada como Ariel Martin) |
| 2020           | Group Chat with Annie & Jayden | Ella misma              | Episodio: There's a Cockroach in My Room            |
| 2020           | The Substitute                 | Ella misma              | Episodio: Baby Ariel                                |
| 2021           | Family Reunion                 | Jinji Starr             | 1 episodio                                          |
| 2022           | Zombies 3                      | Wynter                  | Película original de de Disney+                     |
| Por determinar | Oracle                         |                         |                                                     |

### Videos musicales
| Año  | Canción  | Artista(s) | Director(es) |
| ---- | -------- | ---------- | ------------ |
| 2017 | Personal | Hrvy       | Ivanna Borin |
| 2020 | Cake     | Loren Gray | Nikko LaMere |

## Premios y nominaciones
Ariel ganó el Teen Choice Award por Choice Muser en 2016 y 2017. También fue nominada como Breakout Creator y artista del año en los Streamy Awards de 2016. En 2017, fue nominada como estrella favorita de las redes sociales en los People's Choice Awards, Social Star Award en los iHeartRadio Music Awards, Muser of the Year en los Shorty Awards e influencer favorito en los Premios Tu Mundo.
| Año  | Gala de premios          | Categoría                  | Resultado | Ref.   |
| ---- | ------------------------ | -------------------------- | --------- | ------ |
| 2016 | Teen Choice Award        | Choice Muser               | Ganadora  | [ 37 ] |
| 2016 | Streamy Awards           | Breakout Creator           | Nominada  | [ 38 ] |
| 2016 | Streamy Awards           | Entertainer of the Year    | Nominada  | [ 38 ] |
| 2017 | Teen Choice Award        | Choice Muser               | Ganadora  | [ 39 ] |
| 2017 | People's Choice Awards   | Favorite Social Media Star | Nominada  | [ 40 ] |
| 2017 | iHeartRadio Music Awards | Social Star Award          | Nominada  | [ 41 ] |
| 2017 | Shorty Awards            | Muser of the Year          | Nominada  | [ 42 ] |
| 2017 | Premios Tu Mundo         | Favorite Influencer        | Nominada  | [ 43 ] |
| 2018 | BreakTudo Awards         | Debut Music Video          | Nominada  | [ 44 ] |